# 세번째 시선
"세번째 시선"은 2006년에 개봉한 대한민국의 영화이다. 국가인권위원회에서 제작한 인권을 소재로 한 옴니버스 영화 시선 시리즈 중 세번째 작품이다.

## 캐스팅
segment 1 - 잠수왕 무하마드
- 차이얀 콜삭 : 무하마드 역
- 홍석연 : 공장장 역
- 이석준 : 한국노동자 1 역
- 이승우 : 한국노동자 2 역

segment 2 - 소녀가 사라졌다
- 황선화 : 선희 역
- 김준원 : 진수 역
- 김우연 : 미화 역
- 박길수 : 길수 역
- 윤화원 : 담임선생님 역
- 박규종 : 전기공사직원 역
- 김현아 : 동사무소직원 역
- 백호 : 빵가게사장님 역
- 배윤범 : 진수친구 역
- 김만기 : 젊은농부 역
- 정재진 : 농부 역
- 최혜정 : 학생 1 역
- 어성미 : 학생 2 역
- 김보현 : 학생 3 역
- 이기한 : 원조교제남 역
- 황호생 : 동네어르신 역

segment 3 - 당신과 나 사이
- 김태우 : 남편 역
- 전혜진 : 아내 역

segment 4 - 험난한 인생
- 김요한 : 경수 역
- 오은석 : 은석 역
- 이승진 : 승진 역
- 안도은 : 도은 역
- 김민혁 : 민혁 역
- 백현주 : 경수엄마 역
- 박미경 : 영어학원원장 역

segment 5 - Bomb! Bomb! Bomb!
- 유성훈 : 미선 역
- 김재민 : 마택 역

segment 6 - 나 어떡해
- 정진영 : 도영철 역
- 오지혜 : 여동생 역
- 이대연 : 하청소장 역
- 오윤홍 : 도서실직원 역
- 전수환 : 작업과장 역
- 이상구 : 노조임원 1 역
- 금동헌 : 노조임원 2 역
- 정운선 : 노조사환 역
- 김도신 : 사무실직원 1 역
- 정영섭 : 사무실직원 2 역
- 이장우 : 조카 역
- 고윤미 : 아내

## 같이 보기
- 여섯 개의 시선
- 다섯 개의 시선
- 시선 1318
- 시선 너머
- 어떤 시선
- 시선 사이